# Tal Ohana

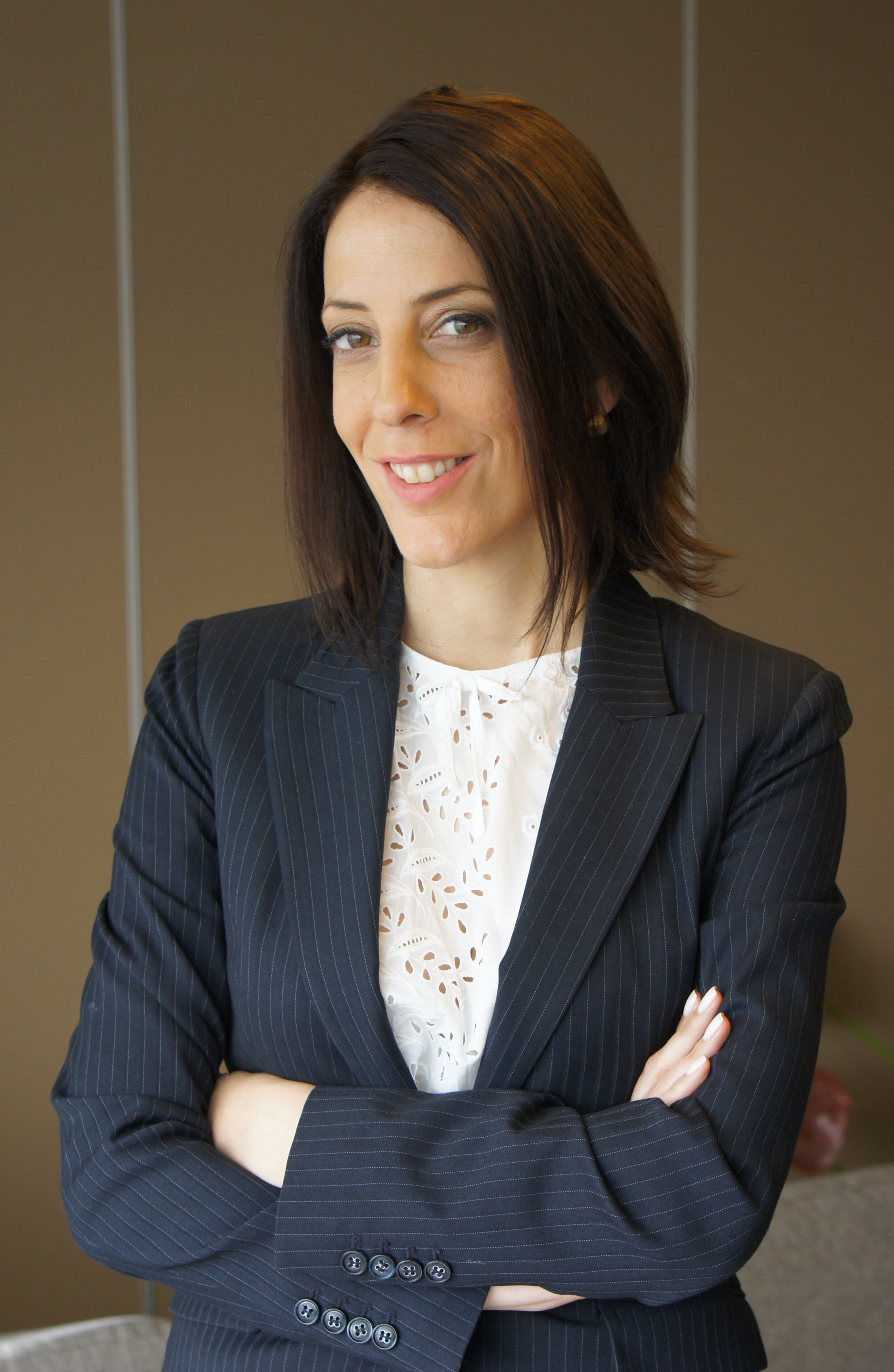
Tal Ohana

Tal Ohana é a prefeita de Yeruham, em Israel.
Tal Ohana foi eleita prefeita de Yeruham em 2018. Ela é a primeira mulher a ocupar esse cargo na história da cidade.